# Фінікс (футбольний клуб)
ФК «Фінікс» (англ. Phoenix Football Club) — колишній американський футбольний клуб з однойменного міста штату Аризона, заснований 2012 року та розформований у 2014 році. Виступав у USL Pro. Домашні матчі приймав на стадіоні «Сан Девіл Соккер Стедіум», місткістю 3 400 глядачів.
2013 року клуб був дискваліфікований USL Pro через невиконання франшизи, в результаті чого наступного, 2014 року, було оголошено про його ліквідацію. Місце ФК «Фінікс» у лізі зайняв новостворений ФК «Аризона Юнайтед».